# Вахидин Мусемић
Вахидин Мусемић (Јањa код Бијељине, 29. октобар 1946 — Сарајево 30. јун 2023) био је југословенски и босанскохерцеговачки фудбалер.
Играо је девет година (1964-1973) као вођа навале у екипи Сарајева и на укупно 293 утакмице постигао 169 голова. Почео је 1962. у омладинској екипи Сарајева, 1964. је постао првотимац и имао доста несрећну каријеру: четири операције, два прелома ноге, трипут потрес мозга.
Као талентован вођа навале, кога су честе повреде заустављале у развоју, одиграо је две утакмице за младу (1967-1969) и 17 утакмица уз девет голова за најбољу селекцију Југославије. Дебитовао је 6. априла 1968. против Француске (1:1) у Марсељу, постигавши једини гол за Југославију, а последњу утакмицу у националном дресу одиграо је 28. октобра 1970. против екипе Совјетског Савеза (0:4) у Москви. Учествовао је на Европском првенству 1968. у Италији, на коме је наша репрезентација заузела друго место.
Две сезоне је играо у Француској за екипу Нице (1974-1976), а престао је да игра у 29. години после серије тежих повреда.
Његов млађи брат је Хусреф Мусемић, некадашњи фудбалер Сарајева, Црвене звезде и фудбалски репрезентативац Југославије.